# 트레버 로즌솔
트레버 조던 로즌솔(영어: Trevor Jordan Rosenthal, 1990년 5월 29일 ~ )은 미국의 프로 야구 선수로, 아메리칸 리그 오클랜드 애슬레틱스의 투수이다. 2012년에 메이저 리그에 데뷔했다.